# Trevor Francis
Trevor John Francis (Plymouth, 19 april 1954 – Marbella, 24 juli 2023) was een Engels voetballer en voetbaltrainer, die speelde als aanvaller gedurende zijn carrière. Hij speelde clubvoetbal in Engeland, de Verenigde Staten, Schotland en Italië en won met Nottingham Forest in 1979 het toernooi om de Europacup I. In de finale tegen Malmö FF maakte hij het enige doelpunt van de wedstrijd. Een jaar later won hij de Europacup I opnieuw.
Zijn transfer naar Nottingham Forest in 1979 was de eerste die meer dan een miljoen Britse pond opleverde. Na zijn actieve loopbaan stapte Francis het trainersvak in.
Francis overleed in zijn huis in het Spaanse Marbella op 69-jarige leeftijd aan een hartaanval.

## Interlandcarrière
Francis speelde 52 keer voor de nationale ploeg van Engeland en scoorde twaalf keer in de periode 1977–1986. Onder leiding van bondscoach Don Revie maakte hij zijn debuut op 9 februari 1977 in de vriendschappelijke thuiswedstrijd tegen Nederland in Londen. Nederland won dat duel met 2–0 dankzij twee treffers in de eerste helft van Jan Peters. Francis nam met Engeland deel aan het WK 1982 in Spanje, waar hij twee keer scoorde in vijf duels.

## Erelijst

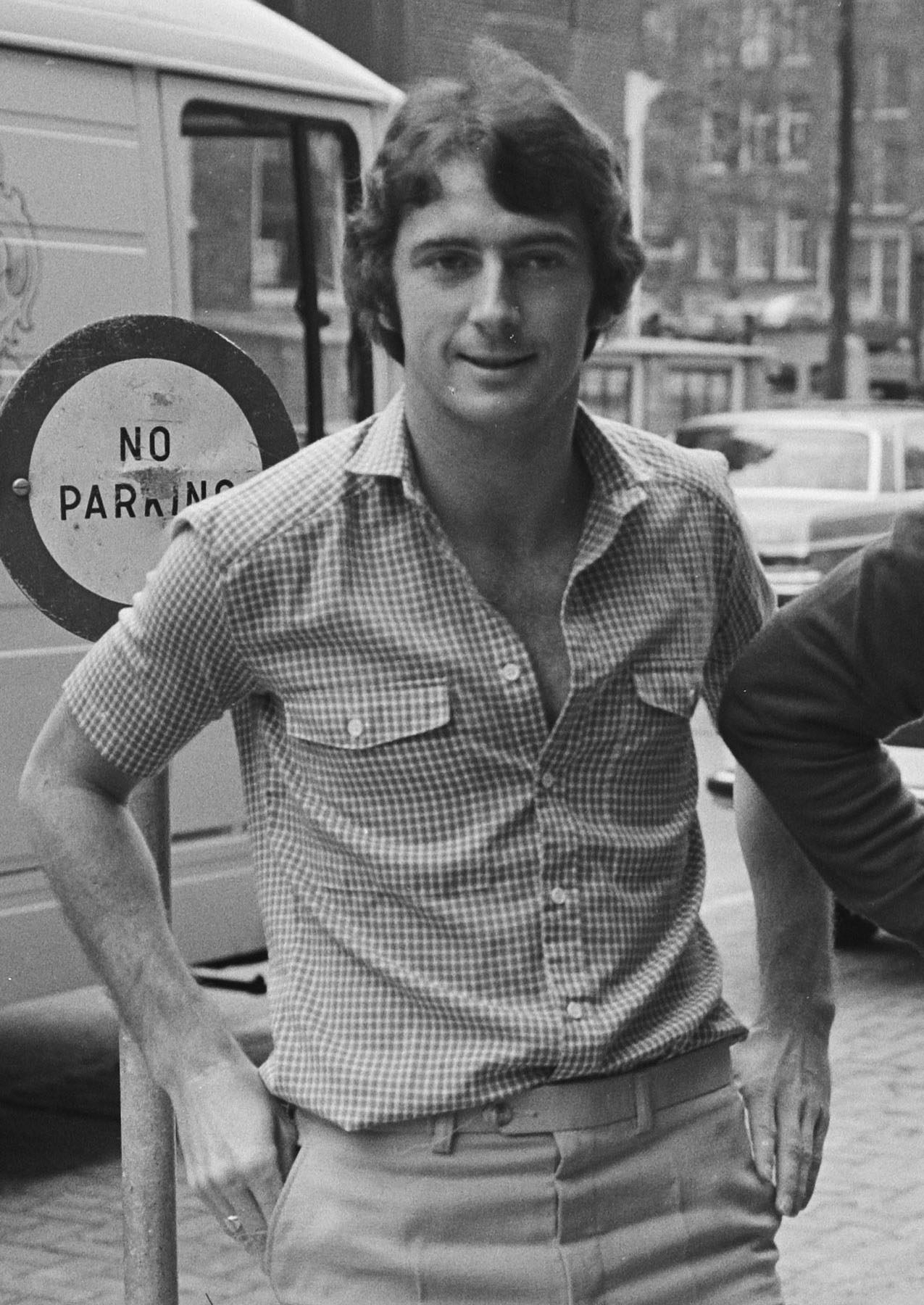
Francis in Amsterdam (1980)

Nottingham Forest
- Europacup I: 1978/79, 1979/80
- Europese Supercup: 1979

 Sampdoria
- Coppa Italia: 1984/85

 Rangers
- Scottish League Cup: 1986/87

 Sheffield Wednesday
- Football League Cup: 1991